# Cercopagis (Cercopagis) prolongata
Cercopagis (Cercopagis) prolongata is een watervlooiensoort uit de familie van de Cercopagididae. De wetenschappelijke naam van de soort is voor het eerst geldig gepubliceerd in 1897 door G.O. Sars.